# Nāgārjuna Sāgar Dam
Nāgārjuna Sāgar Dam är en dammbyggnad i Indien.   Den ligger i distriktet Guntūr och delstaten Andhra Pradesh, i den centrala delen av landet, 1 400 km söder om huvudstaden New Delhi. Nāgārjuna Sāgar Dam ligger 152 meter över havet.
Terrängen runt Nāgārjuna Sāgar Dam är platt. Runt Nāgārjuna Sāgar Dam är det tätbefolkat, med 369 invånare per kvadratkilometer. Närmaste större samhälle är Mācherla, 17,1 km sydost om Nāgārjuna Sāgar Dam. Omgivningarna runt Nāgārjuna Sāgar Dam är en mosaik av jordbruksmark och naturlig växtlighet.